# Ben More (Argyll and Bute)
Ben More är ett berg i Storbritannien.   Det ligger i kommunen Argyll and Bute och riksdelen Skottland, i den nordvästra delen av landet, 700 km nordväst om huvudstaden London. Toppen på Ben More är 966 meter över havet. Ben More ligger på ön Inner Hebrides.
Terrängen runt Ben More är huvudsakligen kuperad. Ben More är den högsta punkten i trakten. Runt Ben More är det mycket glesbefolkat, med 2 invånare per kvadratkilometer. Trakten runt Ben More består i huvudsak av gräsmarker.